# Le Rocher (Rachmaninov)
Pour les articles homonymes, voir Le Rocher.

Le Rocher opus 7 est un poème symphonique de Sergueï Rachmaninov. Composé en 1893, il est créé le 20 mars 1894 à Moscou sous la direction de Vassili Safonov. Il s'inspire d'un poème de Lermontov, Le Rocher, (« un nuage doré a sommeillé sur le sein d'un rocher géant ») écrit en 1841 et d'un récit d'Anton Tchekov, Pendant le voyage (paru sous le titre En voyage), qui évoque la rencontre d'une jeune fille avec un homme d'âge mûr dans une auberge.

## Analyse de l'œuvre
Cette fantaisie pour orchestre, dédiée à Nicolaï Rimski-Korsakov, fut très appréciée par Piotr Ilitch Tchaïkovski, que vénérait Rachmaninov. Il s'agit de la première partition orchestrale du compositeur à être publiée. L'œuvre est tout à la fois dans le style romantique par sa riche sensualité et impressionniste par ses effets de miroitement et de scintillement, notamment avec les cordes, les bois et la harpe.
- Durée d'exécution : quinze minutes

## Source
- François-René Tranchefort, Guide de la musique symphonique, Paris, éd.Fayard, 1989, p. 612